# Lars Käll
Lars Gunnar Käll, född 19 november 1933 i Stockholm, död 27 juli 2009 i Stockholm, var en svensk seglare. Han tävlade för Vikingarna SS.
Käll tävlade för Sverige vid olympiska sommarspelen 1964 i Tokyo, där han tillsammans med sin bror Stig Käll slutade på 18:e plats i Flying Dutchman-klassen. Bröderna blev desto mer uppmärksammade för att ha räddat australiensarna John Dawe och Ian Winter vars båt hade kapsejsat. För deras gärning tilldelades de ett nyskapat Fair Play-pris.